# 7월 정국
7월 정국(러시아어: Июльские дни)은 1917년 7월 16일-7월 20일(그레고리력) 러시아 공화국 페트로그라드에서 일어난 폭동이다. 병사들과 노동자들이 임시정부에 항의하는 시위를 일으켰다. 볼셰비키는 처음에는 이런 시위대에 반대했으나 곧 시위를 지지하고 오히려 선동했다.
충돌이 일어난 결과 시위대가 패배했다. 레닌은 핀란드로 도망갔고 나머지 볼셰비키 지도부는 체포되었다. 10월 혁명이 일어나기 전 볼셰비키 세력이 일시적으로 쇠퇴하는 결과를 낳았다.
그러나, 한달 후 코르닐로프 장군의 쿠데타를 계기로 케렌스키의 임시정부의 세력은 더욱 약화되었고, 레닌과 볼셰비키가 정국의 주도권을 잡았다.
결국 볼셰비키 주도의 10월 혁명으로인해 케렌스키 내각이 몰락하고, 레닌이 소비에트의 정권을 잡고 러시아를 통치하였다. 이후 레닌은 독일과의 즉각적인 평화 협상에 응하였고, 극심한 혼란과 기아의 와중에 이를 반대한 왕당파인 백군과 적군 사이의 내전이 발발한다.